# Große Ruhesteinschanze
Die Große Ruhesteinschanze ist eine Skisprungschanze am Ruhestein bei Baiersbronn.

## Geschichte
In Baiersbronn entstand auf dem kleinen Hügel 1908 eine kleine 20-Meter-Schanze. Es waren bis zu 30 Meter weite Sprünge möglich. 1923 wurde die Große Ruhesteinschanze gebaut, ein Jahr später wurde sie eingeweiht. Bis zu den Meisterschaften 1933 wurde die Schanze mehrfach umgebaut. Zu den Deutschen Meisterschaften wurde sie zur 50-Meter-Schanze erweitert. An den Umbauarbeiten für die Nordischen Meisterschaften 1953 beteiligte sich maßgeblich Heini Klopfer. So wurden zur Erstellung der neuen Ruhesteinschanze 2500 Kubikmeter Fels gesprengt und an den Anlagen rund 5000 Kubikmeter Erde bewegt. Zehn Jahre später wurde die Schanze für die Nordischen Meisterschaften 1964 erneut verändert. Nach einer Modernisierung 1983 entwarf der Architekt Ulrich Klumpp 1994/95 die Schanzen K85, K60, K43 und K17, die heute noch existieren. Eine Beschneiungsanlage wurde im Jahre 2002 hinzugefügt.
Auf der Großen Schanze HS90 werden seit 1996 einige Wettbewerbe im B-Weltcup der Nordischen Kombination sowie seit 2005 der Damen-Continental Cup ausgetragen.

## Technische Daten
| Große Ruhesteinschanze                     | Große Ruhesteinschanze |
| Anlauf                                     | Anlauf                 |
| ------------------------------------------ | ---------------------- |
| Anlauflänge                                | 78 m                   |
| Neigung des Anlaufs (γ)                    | 35°                    |
| Anlaufgeschwindigkeit                      | 24,5 m/s (88,2 km/h)   |
| Schanzentisch                              |                        |
| Tischhöhe                                  | 2,95 m                 |
| Tischlänge                                 | 6,2 m                  |
| Neigung des Schanzentisches (α)            | 11,0°                  |
| Aufsprung                                  |                        |
| Hillsize                                   | 90 m                   |
| Konstruktionspunkt                         | 85 m                   |
| Höhendifferenz Tischkante bis K-Punkt (h)  | 40,39 m                |
| Längendifferenz Tischkante bis K-Punkt (n) | 74,11 m                |
| Verhältnis Höhen- zu Längendifferenz (h/n) | 0,545                  |
| K-Punkt Neigungswinkel (β)                 | 36°                    |
| Auslauf                                    |                        |
| Länge des Auslaufs                         | 70 m                   |

## Internationale Wettbewerbe
Genannt werden alle von der FIS organisierten Sprungwettbewerbe
| Datum            | Kategorie              | Schanze | 1. Platz                                                                      | 2. Platz                                                    | 3. Platz                                                                    |
| ---------------- | ---------------------- | ------- | ----------------------------------------------------------------------------- | ----------------------------------------------------------- | --------------------------------------------------------------------------- |
| 26. Februar 2003 | FIS-Rennen             | K85     | Daniela Iraschko                                                              | Anette Sagen                                                | Lindsey Van                                                                 |
| 20. Februar 2004 | FIS-Rennen             | K80     | Anette Sagen                                                                  | Lindsey Van                                                 | Monika Pogladič                                                             |
| 12. Februar 2005 | Continental Cup        | HS90    | Monika Pogladič                                                               | Maja Vtič                                                   | Lindsey Van                                                                 |
| 13. Februar 2005 | Continental Cup        | HS90    | ÖsterreichTanja Drage Eva Ganster Jacqueline Seifriedsberger Daniela Iraschko | SlowenienMonika Pogladič Maja Vtič Anja Tepeš Petra Benedik | Vereinigte Staaten?                                                         |
| 9. Februar 2006  | Continental Cup        | HS90    | Anette Sagen                                                                  | Juliane Seyfarth                                            | Lindsey Van                                                                 |
| 14. Februar 2007 | Continental Cup        | HS90    | Lindsey Van                                                                   | Lisa Rexhäuser                                              | Ulrike Gräßler                                                              |
| 20. Februar 2008 | Continental Cup        | HS90    | Atsuko Tanaka                                                                 | Anette Sagen                                                | Carina Vogt                                                                 |
| 17. Januar 2009  | Continental Cup        | HS90    | Daniela Iraschko                                                              | Lindsey Van                                                 | Anette Sagen                                                                |
| 18. Januar 2009  | Continental Cup        | HS90    | Lindsey Van                                                                   | Anette Sagen                                                | Line Jahr                                                                   |
| 28. Februar 2009 | OPA-Spiele Junioren    | HS90    | Thomas Lackner                                                                | Stefan Kraft                                                | Jaka Hvala                                                                  |
| 28. Februar 2009 | OPA-Spiele Juniorinnen | HS90    | Coline Mattel                                                                 | Evelyn Insam                                                | Ramona Straub                                                               |
| 28. Februar 2009 | OPA-Spiele Schüler     | HS90    | Urban Sušnik                                                                  | Michael Herrmann                                            | Jaka Kosec                                                                  |
| 1. März 2009     | OPA-Spiele Junioren    | HS90    | ÖsterreichThomas Lackner Stefan Kraft Johannes Obermayr Daniel Huber          | SlowenienJaka Hvala Rok Justin Urban Sušnik Jaka Kosec      | DeutschlandMichael Herrmann Lukas Ramesberger Marc Ganseberger Daniel Fudel |
| 2. Januar 2010   | Continental Cup        | HS90    | Carina Vogt                                                                   | Daniela Iraschko                                            | Anette Sagen                                                                |
| 3. Januar 2010   | Continental Cup        | HS90    | Daniela Iraschko                                                              | Anette Sagen                                                | Ulrike Gräßler                                                              |
| 26. Februar 2011 | OPA-Spiele Junioren    | HS90    | Michael Herrmann                                                              | Sepp Lechner                                                | Florian Menz                                                                |
| 26. Februar 2011 | OPA-Spiele Juniorinnen | HS90    | Urša Bogataj                                                                  | Ema Klinec                                                  | Anna Rupprecht                                                              |
| 26. Februar 2011 | OPA-Spiele Schüler     | HS90    | Thomas Dufter                                                                 | Sebastian Bradatsch                                         | Christoph Müller                                                            |
| 27. Februar 2011 | Junioren               | HS90    | Mannschaftswettkampf abgesagt                                                 | Mannschaftswettkampf abgesagt                               | Mannschaftswettkampf abgesagt                                               |
| 25. Februar 2012 | FIS Cup                | HS90    | Pascal Bodmer                                                                 | Franz Weiß                                                  | Čestmír Kožíšek                                                             |
| 26. Februar 2012 | FIS Cup                | HS90    | Christian Heim                                                                | Johannes Löhmann                                            | Dominik Maier                                                               |
| 19. März 2016    | Alpencup               | HS90    | Luisa Görlich                                                                 | Lucile Morat                                                | Agnes Reisch                                                                |
| 19. März 2016    | Alpencup               | HS90    | David Siegel                                                                  | Markus Rupitsch                                             | Clemens Leitner                                                             |
| 20. März 2016    | Alpencup               | HS90    | Luisa Görlich                                                                 | Lucile Morat                                                | Agnes Reisch                                                                |
| 20. März 2016    | Alpencup               | HS90    | David Siegel                                                                  | Markus Rupitsch                                             | Mika Schwann                                                                |